# Speedsurfen
Speedsurfen is een discipline van het windsurfen waarbij wordt geprobeerd zo snel mogelijk te gaan. Veel wind en vooral vlak water zijn daarvoor een vereiste. Er zijn diverse manieren om de snelheid te meten: vanaf de kant met een systeem van videotiming of door de surfer zelf middels een gps-ontvanger. 
In Nederland wordt er vooral gebruikgemaakt van de gps-ontvanger. De website www.gps-speedsurfing.com is ook ontstaan in Nederland en is opgericht en wordt beheerd door een aantal fanatieke Nederlands speedsurfers. De Stichting Gps-speedsurfing organiseert een aantal wedstrijden waaronder de Ultimate Speed Meetings en houdt een wereldwijde ranglijst bij. Het gemiddelde van de vijf snelste 10-secondenruns bepalen de plaats in de ranglijst.
Pascal Maka is een van de grondleggers van het speedsurfen geweest. In 1986 versloeg hij de Crossbow met een snelheid van 38,86 knopen. De surfplank werd toen het snelst door wind aangedreven vaartuig. 
Finian Maynard behaalde op 10 april 2005 een gemiddelde snelheid van 48,70 knopen (90,19 km/u) op een baan van 500 meter in Saintes-Maries-de-la-Mer (Frankrijk). Mensen als Björn Dunkerbeck, Dave White en Martin van Meurs doen verwoede pogingen om dat record te breken. Op 5 maart 2008 is het record verbroken door Antoine Albeau, die 49,09 knopen haalde.
Op 19 september 2008 haalde kitesurfer Robert Douglas in Luderitz, Namibië, een snelheid van gemiddeld 49,84 knopen, waarna het record meermalen verbroken werd. Het staat sinds 12 oktober 2010 op naam van Alexander Caizerguez met 54,10 knopen; voor het eerst werd een snelheid boven de 100 km/u behaald (100,9 km/u om precies te zijn). Het windsurfrecord is op 1 november 2015 wederom door Antoine Albeau verbroken en staat nu op 53,27 knopen (98,65 km/u).
In het verleden werd zeer specifiek materiaal voor speedsurfen gebruikt: zeer smalle boards (zogenaamde needles) en vleugelachtige zeilen. Inmiddels worden de snelste tijden gevaren met standaard speed-/slalomboards en racezeilen.
In Nederland zijn Strand Horst, het Lauwersmeer en Herkingen geliefde spots voor het speedsurfen.